# Saint-Alban-en-Montagne
Pour les articles homonymes, voir Saint-Alban.
Saint-Alban-en-Montagne est une commune française, située dans le département de l'Ardèche en région Auvergne-Rhône-Alpes.

## Géographie

### Situation et description
La commune de Saint-Alban-en-Montagne, à l'aspect essentiellement rural, se trouve dans le sud-ouest du département de l'Ardèche, au sein de la zone de moyenne montagne du plateau ardéchois et du massif des Cévennes.

### Communes limitrophes
Saint-Alban-en-Montagne est limitrophe de 4 communes, toutes situées dans le département de l'Ardèche et réparties géographiquement de la manière suivante :

### Géologie et relief
Les formations volcaniques de la région de Langogne appartiennent à l'extrémité méridionale de la chaîne du massif du Devès et dans la partie occidentale des monts du Vivarais.

### Climat
Pour des articles plus généraux, voir Climat d'Auvergne-Rhône-Alpes et Climat de l'Ardèche.
En 2010, le climat de la commune est de type climat de montagne, selon une étude du CNRS s'appuyant sur une série de données couvrant la période 1971-2000. En 2020, Météo-France publie une typologie des climats de la France métropolitaine dans laquelle la commune est exposée à un climat de montagne ou de marges de montagne et est dans la région climatique Sud-est du Massif Central, caractérisée par une pluviométrie annuelle de 1 000 à 1 500 mm, minimale en été, maximale en automne.
Pour la période 1971-2000, la température annuelle moyenne est de 7,5 °C, avec une amplitude thermique annuelle de 15,6 °C. Le cumul annuel moyen de précipitations est de 1 125 mm, avec 10,4 jours de précipitations en janvier et 6,2 jours en juillet. Pour la période 1991-2020, la température moyenne annuelle observée sur la station météorologique de Météo-France la plus proche, « St-Étienne Lugdarès », sur la commune de Saint-Étienne-de-Lugdarès à 7 km à vol d'oiseau, est de 8,2 °C et le cumul annuel moyen de précipitations est de 1 471,4 mm,. Pour l'avenir, les paramètres climatiques de la commune estimés pour 2050 selon différents scénarios d'émission de gaz à effet de serre sont consultables sur un site dédié publié par Météo-France en novembre 2022.

### Hydrographie
Une grande partie du territoire communal est longé par L'Espézonnette, un affluent droit de l'Allier, c'est-à-dire un sous-affluent de la Loire, positionnant la commune dans le bassin de la Loire.

### Voies de communication
Le territoire communal est traversé par une seule route départementale, la RD392.

## Urbanisme

### Typologie
Au 1er janvier 2024, Saint-Alban-en-Montagne est catégorisée commune rurale à habitat très dispersé, selon la nouvelle grille communale de densité à 7 niveaux définie par l'Insee en 2022.
Elle est située hors unité urbaine et hors attraction des villes,.

### Occupation des sols
L'occupation des sols de la commune, telle qu'elle ressort de la base de données européenne d’occupation biophysique des sols Corine Land Cover (CLC), est marquée par l'importance des forêts et milieux semi-naturels (73,3 % en 2018), en diminution par rapport à 1990 (77,9 %). La répartition détaillée en 2018 est la suivante : 
forêts (42,4 %), milieux à végétation arbustive et/ou herbacée (30,9 %), prairies (25,6 %), zones agricoles hétérogènes (1,1 %).
L'évolution de l’occupation des sols de la commune et de ses infrastructures peut être observée sur les différentes représentations cartographiques du territoire : la carte de Cassini (XVIIIe siècle), la carte d'état-major (1820-1866) et les cartes ou photos aériennes de l'IGN pour la période actuelle (1950 à aujourd'hui).

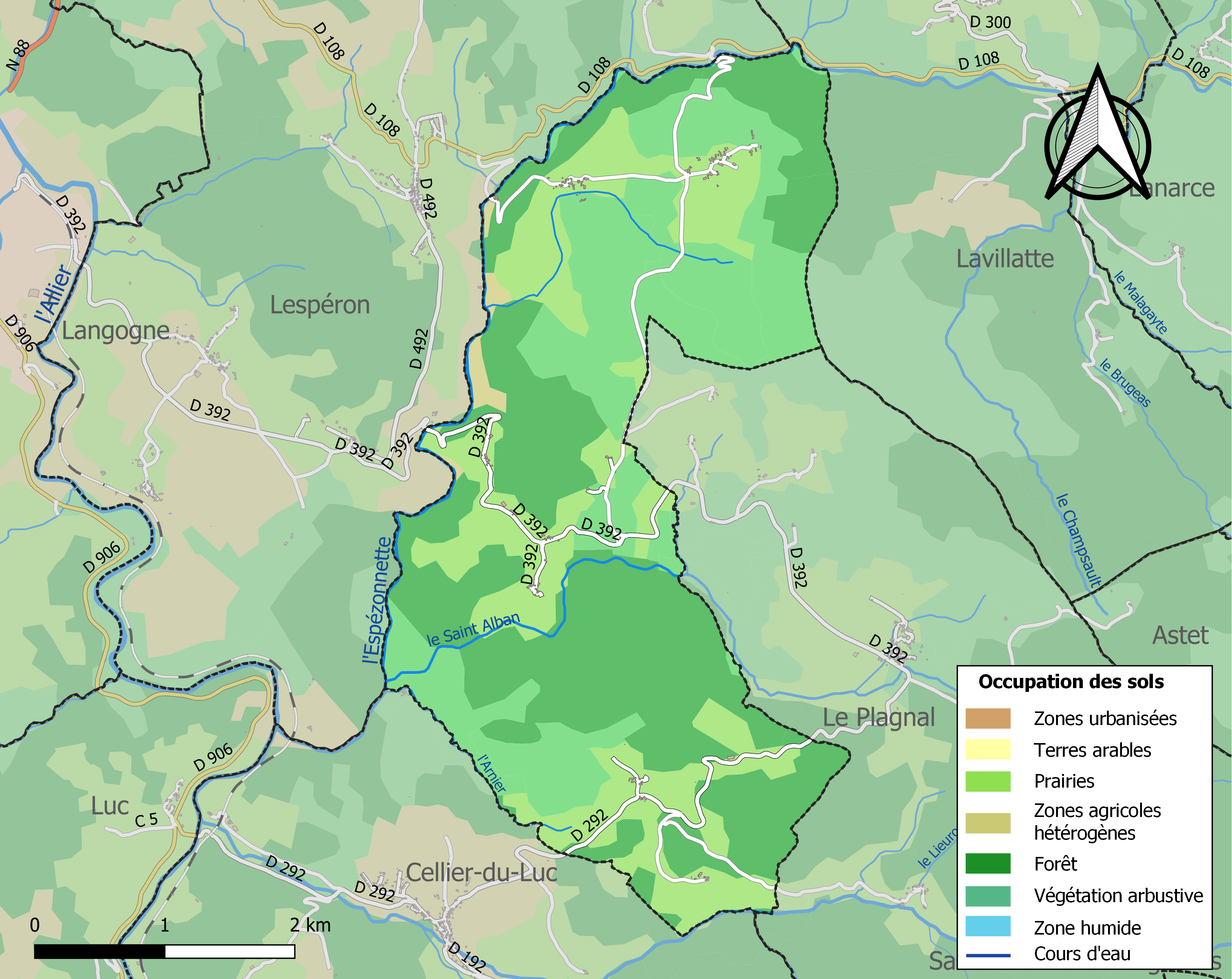
Carte des infrastructures et de l'occupation des sols de la commune en 2018 (CLC).

### Risques naturels

#### Risques sismiques
L'ensemble du territoire de la commune de Saint-Alban-en-Montagne est situé en zone de sismicité no 2 (sur une échelle de 5), comme la plupart des communes situées sur le plateau et la montagne ardéchoise.
| Type de zone | Niveau           | Définitions (bâtiment à risque normal) |
| ------------ | ---------------- | -------------------------------------- |
| Zone 2       | Sismicité faible | accélération = 1,1 m/s2                |

## Politique et administration

### Liste des maires
| Période                                  | Période                   | Identité                     | Étiquette | Qualité |
| ---------------------------------------- | ------------------------- | ---------------------------- | --------- | ------- |
| Les données manquantes sont à compléter. |                           |                              |           |         |
| avant 1981                               | ?                         | Charles Boyer                |           |         |
| mars 2001                                | 2014                      | René Barges                  |           |         |
| 2014                                     | En cours (au 6 août 2020) | Mme Claude Brigitte Monceau, | SE        |         |

## Population et société

### Démographie
L'évolution du nombre d'habitants est connue à travers les recensements de la population effectués dans la commune depuis 1793. Pour les communes de moins de 10 000 habitants, une enquête de recensement portant sur toute la population est réalisée tous les cinq ans, les populations de référence des années intermédiaires étant quant à elles estimées par interpolation ou extrapolation. Pour la commune, le premier recensement exhaustif entrant dans le cadre du nouveau dispositif a été réalisé en 2005.

En 2022, la commune comptait 65 habitants, en évolution de −27,78 % par rapport à 2016 (Ardèche : +2,48 %, France hors Mayotte : +2,11 %).
| 1793 | 1800 | 1806 | 1821 | 1831 | 1836 | 1841 | 1846 | 1851 |
| ---- | ---- | ---- | ---- | ---- | ---- | ---- | ---- | ---- |
| 275  | 239  | 320  | 330  | 311  | 310  | 355  | 369  | 358  |

| 1856 | 1861 | 1866 | 1872 | 1876 | 1881 | 1886 | 1891 | 1896 |
| ---- | ---- | ---- | ---- | ---- | ---- | ---- | ---- | ---- |
| 355  | 343  | 348  | 383  | 352  | 368  | 367  | 386  | 369  |

| 1901 | 1906 | 1911 | 1921 | 1926 | 1931 | 1936 | 1946 | 1954 |
| ---- | ---- | ---- | ---- | ---- | ---- | ---- | ---- | ---- |
| 340  | 340  | 374  | 332  | 308  | 276  | 256  | 210  | 171  |

| 1962 | 1968 | 1975 | 1982 | 1990 | 1999 | 2005 | 2006 | 2010 |
| ---- | ---- | ---- | ---- | ---- | ---- | ---- | ---- | ---- |
| 167  | 123  | 109  | 96   | 80   | 72   | 72   | 71   | 78   |

| 2015 | 2020 | 2022 | - | - | - | - | - | - |
| ---- | ---- | ---- | - | - | - | - | - | - |
| 89   | 69   | 65   | - | - | - | - | - | - |

### Enseignement
La commune est rattachée à l'académie de Grenoble.

### Médias
Deux organes de presse écrite sont distribués dans la commune :
- L'Hebdo de l'Ardèche

Il s'agit d'un journal hebdomadaire français basé à Valence et diffusé à Privas depuis 1999. Il couvre l'actualité pour tout le département de l'Ardèche.
- Le Dauphiné libéré

Il s'agit d'un journal quotidien de la presse écrite française régionale distribué dans la plupart des départements de l'ancienne région Rhône-Alpes, notamment l'Ardèche. La commune est située dans la zone d'édition du centre-Ardèche (Privas).
Ici Drôme Ardèche est la radio publique locale couvrant le territoire de la commune et de l’ensemble du département.

### Culte
Les communautés catholique des communes de Laveyrune, Lespéron, Le Plagnal et St Alban en Montagne sont desservies par la paroisse de Langogne, rattachée au diocèse de Mende.

## Culture et patrimoine

### Lieux et monuments
- Église Saint-Alban de Saint-Alban-en-Montagne

### Héraldique
|  | Saint-Alban-en-Montagne possède des armoiries dont l'origine et le blasonnement exact ne sont pas disponibles. |